# Danielle Stordeur
Danielle Stordeur (* 28. März 1944) ist eine französische Prähistorikerin, die sich vor allem um die Erforschung der Neolithisierung des Nahen Ostens verdient gemacht hat. Sie arbeitet am Centre national de la recherche scientifique in Paris.

## Leben
Danielle Stordeur leitete über Jahrzehnte eine Reihe von Grabungen in Syrien. 1978 bis 1987 war sie für die Grabungen in El Kowm 2 Caracol verantwortlich, 1989 bis 1993 in Qdeir, wo sich nomadische Viehhalter nachweisen ließen. Gleichzeitig lebten auf den benachbarten Tells El Kowm 1 und 2 Frühneolithiker. Letztere bildeten eine Art Siedlungsinsel mit ausreichender Wasserversorgung in einer Steppe. 1993 grub sie in Cheikh Hassan und 1995 bis 1999 in Jerf el Ahmar am Ufer des mittleren Euphrats, da dort Rettungsgrabungen angesichts von Staudammbauten durchzuführen waren. Dabei forschte sie an den frühesten Jäger-und-Sammler-Gruppen, die die neolithische Bodenbearbeitung und die Produktion von Lebensmitteln entwickelten und übernahmen. Zudem befasste sie sich mit den Beziehungen zwischen Jägern und Sammlern auf der einen Seite und frühen Bauern auf der anderen. Dabei konnte sie Kollektivbauwerke identifizieren sowie dem Übergang von Rundbauten zu solchen mit rechteckigem Grundriss nachgehen (im vorkeramischen Neolithikum A, PPNA). In Jerf el Ahmar ließ sich eine Reihe von symbolischen Tierdarstellungen belegen. Dort ließ sich die Neolithisierung für die Zeit zwischen 9500 und 8000 v. Chr. nachweisen sowie eine Übergangsphase zwischen PPNA und PPNB. Auch konnte sie Beziehungen zwischen dem Euphratgebiet und den neolithischen Besiedlern Zyperns wahrscheinlich machen. Sie war bis 2011 Leiterin der Ausgrabung in El Kowm-Mureybet (Syrien) des Außenministeriums und gehört der Redaktion verschiedener Fachzeitschriften wie der Syria oder der Neo-Lithics an. Im Nationalmuseum Damaskus war sie für die Ausstattung von drei Sälen zu ihrem Themenkreis verantwortlich.

## Werke (Auswahl)
- Les aiguilles à chas au Paléolithique, Paris 1979 (Nadeln mit Nadelöhr in Magdalénien und Solutréen).
- La main et l’outil. Manches et emmanchements préhistoriques, Table ronde C.N.R.S., 1984, Lyon 1984.
- Outils et armes en os du gisement natoufien de Mallaha (Eynan, Israel), Paris 1988.
- Sédentaires et nomades au PPNB final dans le désert de Palmyre (Syrie), in: Paléorient 19 (1993) 187–204.
- (Hrsg.): El Kowm 2. Une île dans le désert. La fin du Néolithique précéramique dans la steppe syrienne, Paris 2000 (Rezension).
- Jerf el Ahmar et l’émergence du Néolithique au Proche-Orient, in Jean Guilaine (Hrsg.): Premiers paysans du monde. Naissances des agricultures, Séminaire du Collège de France, Paris, 2000, S. 33–60.
- Avant la ville: l’apport des cultures néolithiques de Syrie, in: Jean-Claude David, Mohamed Al Dbiyat (Hrsg.): La ville en Syrie et ses territoires : héritages et mutations, Table ronde, Damas, janvier 1999, in: Bulletin d’Études Orientales 52 (2000) 31–52.
- Symboles et imaginaire des premières cultures néolithiques du Proche-Orient (haute et moyenne vallée de l’Euphrate), in Jean Guilaine (Hrsg.): Arts et symboles du Néolithique à la Protohistoire, Hommage à J. Cauvin, Paris 2003, S. 15–37.
- mit Jean-Louis Huot (Hrsg.): Hommage à H. de Contenson, Sonderausgabe Syria, 2006.
- Neolithic plastered skulls from Tell Aswad (Syria). A funerary tradition in the Near East, in: Nuria Sanz, Bernardo T. Arriaza, Vivien G. Standen (Hrsg.): The Chinchorro culture. A comparative perspective, the archaeology of the earliest human mummification, UNESCO, Paris 2014, S. 177–196.
- Le village de Jerf el Ahmar: Syrie, 9500–8700 av. J.-C.. L’architecture, miroir d’une société néolithique complexe, CNRS éditions, Paris 2015.
- (Hrsg.): Jerf el Ahmar, 2 Bde., in Vorbereitung